# Richard (évêque de Langres)
Pour les articles homonymes, voir Richard.
Richard est un religieux français du milieu du XIe siècle qui fut évêque de Langres en 1031.

## Biographie
Il a été nommé comme évêque de Langres par le roi Robert le Pieux et imposé aux langrois qui ne l'ont pas accepté,.
Après cinq mois d'épiscopat, il a été chassé de Langres, et aurait même été empoisonné selon l'historien Eudes de Mézeray, même si cela reste peu probable.
À la suite de ces troubles, le roi se déplaça à Langres avec ses troupes pendant l'élection d'un successeur de Richard, et laissa ensuite son fils Henri Ier pour empêcher de nouvelles violences.
Il aurait néanmoins été un prélat savant et de bonnes mœurs.